# Cẩm Nang Sống Còn Dành Cho Animator
Cẩm Nang Sống Còn Dành Cho Animator: Quyển sách về cách thức, nguyên tắc và công thức dành cho các nhà làm phim hoạt hình cổ điển, máy tính, trò chơi, stop motion và Internet', hay đơn giản là The Animator's Survival Kit là một cuốn sách hướng dẫn của họa sĩ hoạt hình và đạo diễn Richard Williams. Cuốn sách bao gồm các kỹ thuật, lời khuyên, mẹo, thủ thuật và thông tin chung về lịch sử hoạt hình.

## Đĩa DVD
Các ví dụ hoạt hình từ cuốn sách kết hợp với cảnh quay từ các lớp học nâng cao của Richard Williams đã được đưa vào đĩa DVD gồm 16 tập có tựa đề The Animator's Survival Kit – Animated. Logo trên bìa sách được hoạt hình hóa hoàn toàn theo phong cách truyền thống, Williams và các họa sĩ hoạt hình của ông mất 9 tháng để hoàn thành. Williams cũng đưa vào một số bản thảo đầu tiên của tác phẩm của riêng ông từ các dự án trước đó.

## Sự đón nhận
Cuốn sách đã nhận được sự hoan nghênh rộng rãi. Chris Wedge, đạo diễn của Epic và Ice Age, đã viết về cuốn sách này như sau: "Những gì tôi làm ra là một sự tái cấu trúc hoàn chỉnh về hoạt hình, cách tôi nhìn nhận hoạt hình, cách tôi phân tích chuyển động. Mọi người vào đêm đầu tiên ngồi xuống tại nơi làm việc của họ và chạy một số ví dụ của Richard... và vào giờ ăn trưa, bạn có thể thấy ảnh hưởng của nó. Đó là một sự tiết lộ." Nó cũng đã được chuyển thành một ứng dụng iPad vào năm 2013.